# Ichneumon purpuripennis
Ichneumon purpuripennis är en stekelart som beskrevs av Cresson 1877. Ichneumon purpuripennis ingår i släktet Ichneumon och familjen brokparasitsteklar. Inga underarter finns listade i Catalogue of Life.